# Melichneutes robustus
L'Indicatore codalira (Melichneutes robustus (Bates, 1909)) è un uccello della famiglia Indicatoridae (ordine Piciformes), unico rappresentante del genere Melichneutes Reichenow, 1910.

## Distribuzione e habitat
L'Indicatore codalira si ritrova nella foresta pluviale africana e in particolare in Angola, Camerun, Repubblica Centrafricana, Repubblica Democratica del Congo, Repubblica del Congo, Guinea Equatoriale, Gabon, Nigeria, Uganda e a ovest del Corridoio del Dahomey in Guinea, Sierra Leone, Liberia, Costa d'Avorio e Ghana.